# Домбрувка (гміна Джевиця)
Домбрувка (пол. Dąbrówka) — село в Польщі, у гміні Джевиця Опочинського повіту Лодзинського воєводства.
Населення — 335 осіб (2011).
У 1975-1998 роках село належало до Радомського воєводства.

## Демографія
Демографічна структура станом на 31 березня 2011 року:
|          | Загалом | Допрацездатний вік | Працездатний вік | Постпрацездатний вік |
| -------- | ------- | ------------------ | ---------------- | -------------------- |
| Чоловіки | 163     | 25                 | 116              | 22                   |
| Жінки    | 172     | 29                 | 101              | 42                   |
| Разом    | 335     | 54                 | 217              | 64                   |